# Francesco Varotto
Francesco Varotto (Padova, 10 ottobre 1941 – 7 dicembre 2020) è stato un cestista e dirigente sportivo italiano.

## Carriera

Formazione del Petrarca nella stagione 1965-1966. Varotto è il secondo in ginocchio da sinistra.

Ha giocato per la Pallacanestro Petrarca Padova facendo parte della formazione che nel 1965-1966 arrivò terza in Serie A. Nella stagione 1961-1962, venne ceduto in prestito alla Virtus Bologna, per disputare il torneo di Caserta.
Tra la fine degli anni 60 e gli anni 70 è stato Direttore Tecnico della la Pallacanestro Petrarca Padova portando a Padova dalla Duke University il pivot Larry Saunders. Nel 1996 assieme ad Angelo Rovati guida il commissariamento della Lega Basket. Inoltre è stato vicepresidente della Pallacanestro Petrarca Padova.